# Heinrich Girard

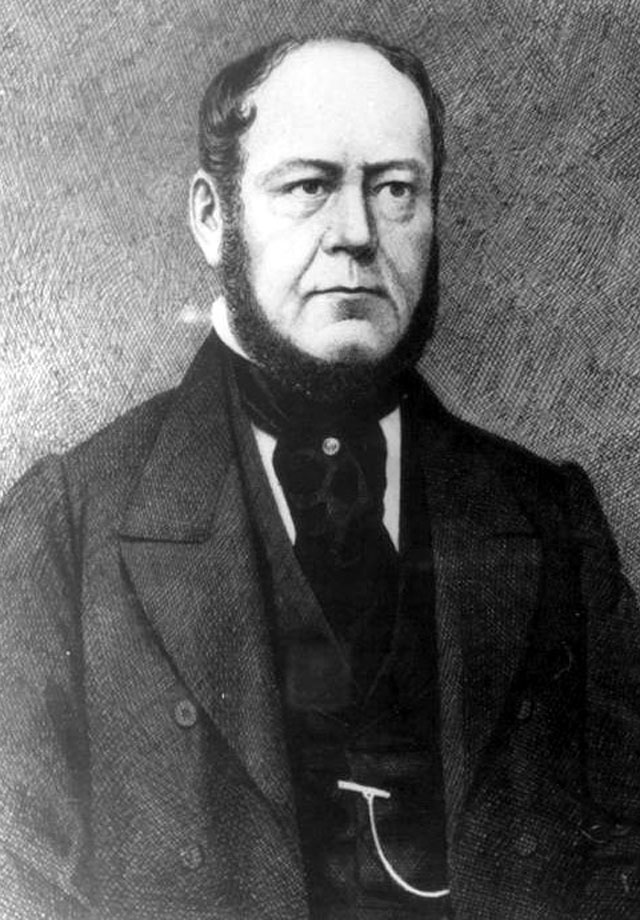
Heinrich Girard

Heinrich Girard (eigentlich: Carl Adolph Heinrich Girard; * 2. Juni 1814 in Berlin; † 11. April 1878 in Halle (Saale)) war ein deutscher Geologe und Mineraloge.

## Leben
Der Sohn des Spielwarenhändlers Paul Emil Girard stammte aus einer Hugenottenfamilie, wo er das viertjüngste Kind war. Nachdem er in frühster Jugend eine vorbereitende Anstalt in Berlin besucht hatte, frequentierte er von seinem 12. bis 16. Lebensjahr die Gewerbeschule in Berlin. Da er ursprünglich den Beruf eines Apothekers ergreifen wollte, absolvierte er in der Bärwald’schen Apotheke eine Lehre. Nebenher bildete er sich durch Privatlehrer weiter und absolvierte Ostern 1835 am französischen Gymnasium in Berlin seine Abiturprüfung. Daraufhin bezog er die Universität Berlin für ein Studium der Naturwissenschaften und beschäftigte sich intensiv mit der Mineralogie und Geologie. Seine Lehrer waren damals Hermann Burmeister (1807–1892), Paul Erman (1764–1851), Hinrich Lichtenstein (1780–1857), Eilhard Mitscherlich (1794–1863), Johann Christian Poggendorff (1796–1877), Carl Ritter (1779–1859), Gustav Rose (1798–1873) und Heinrich Rose (1795–1864).
Von großem Nutzen und Interesse waren für ihn größere Reisen, auf denen er den Botaniker Heinrich Friedrich Link (1767–1851) nach Italien, sowie Leopold von Buch (1774–1853) begleitete, welcher ihn viel um sich sah und in jeder Beziehung förderte. Auch auf Veranlassung einer größeren Neusilberwarenfabrik unternahm er Reisen in die Schweiz und die Pyrenäen, wobei er einen Bericht über die Nickelgruben dort abhandelte. Am 18. April 1840 wurde er aufgrund einer Dissertation „de basaltis eorumque et vulcanorum rationibus“ von der philosophischen Fakultät in Berlin zum Doktor der Philosophie promoviert.
Nach seiner Promotion hatte Girard eine Anstellung als Custos an dem Berliner mineralogischen Museum erhalten, dessen mineralogische Abteilung ihm von Christian Samuel Weiß (1780–1856) zugewiesen war, während die paläontologische von Ernst Beyrich (1815–1896) verwaltet wurde. 1845 habilitierte er sich an der Berliner Universität als Privatdozent für Mineralogie. In diese Zeit fallen wiederholte Wanderungen und Forschungen, zum Teil in Begleitung seiner Zuhörer, in Norddeutschland. Eine Frucht derselben war seine erste größere Schrift: „Geognostische Untersuchungen in der norddeutschen Ebene“ (1846). Im Dezember 1848 war er Gründungsmitglied der Deutschen Geologischen Gesellschaft und neben Heinrich Ernst Beyrich, Julius Ewald und Gustav Rose deren erster Schriftführer. Im Jahre 1849 wurde Girard außerordentlicher Professor der Mineralogie und Geologie an der Universität Marburg, wo man ihm die Direktion des Mineralien-Kabinetts, sowie den Aufbau eines Mineralogischen Instituts übertrug. Aus politischen Gründen musste er jedoch Marburg verlassen und wurde Ende des Jahres 1853 als ordentlicher Professor der Mineralogie und Geologie, an die Universität Halle-Wittenberg berufen. Hier hat er seit dem Sommersemester 1854 gewirkt. Er war – so lange er in voller Kraft stand – ein beliebter Lehrer, welcher lebensvoll und mit feinem Sinne sein reiches Wissen der lernenden Jugend zur Darstellung brachte.
Durch sein liebenswürdiges Gemüt, durch sein ansprechend anregende Geistesart im Umgangsverkehr wie durch seine Gewandtheit in den praktischen Angelegenheiten hat er sich bei seinen Kollegen und Mitbürgern viel Vertrauen erworben. Er hatte sich auch an den organisatorischen Aufgaben der Hallenser Hochschule beteiligt und war 1863/64 Rektor der Alma Mater. Auch als Mitglied der Stadtverordnetenversammlung war er längere Zeit tätig gewesen. Schon mehrere Jahre vor seinem Tode war er durch zunehmende Kränklichkeit genötigt, von seiner Tätigkeit zurückzutreten. Der Leopoldina gehörte er seit dem 1. Juni 1856 unter dem Namen „Freiesleben“ an. Oswald Heer benannte ihm zu Ehren das triassische Insekt Legnophora girardi Heer 1864. Anton Handlirsch bestimmte dieses Fossil bei einer Nachuntersuchung als Flügelfrucht einer Konifere.

## Schriften (Auswahl)
- Ueber Erdbeben und Vulkane. Ein Vortrag, gehalten im wissenschaftlichen Verein. G. Reimer, Berlin 1845 (Archive)
- Die Norddeutsche Ebene, insbesondere zwischen Elbe und Weichsel, geologisch dargestellt. G. Reimer, Berlin 1855 (Archive)
- Geologische Wanderungen. I. Wallis—Vivarais—Velay. C. E. M. Pfeffer, Halle 1855, 2. Aufl. 1861 (Archive)
- Sein Anteil an v. Dechen’s Geologischer Karte der Rheinprovinz und der Provinz Westphalen. J. Schropp, Berlin 1855–65
- Briefe über Alexander v. Humboldt’s Kosmos. Herausgegeben von B. v. Cotta, J. Schaller, W. C. Wittwer und H. Girard. 4. Teil, 2. Abteilung, bearbeitet von H. Girard. T. O. Weigel, Leipzig 1860 Online
- Handbuch der Mineralogie. T. O. Weigel, Leipzig 1862
- Grundlage der Bodenkunde für Land- und Forstwirthe. C. E. M. Pfeffer, Halle 1868
- Ueber ein neues Vorkommen von Feldspath-Vierlingen. In: Berg- und Hüttenmännische Zeitung. I, 1842
- Ueber die Lagerstätte der Diamanten. In: Erdmann’s Journal für praktische Chemie. XXIX, 1843, S. 197
- Bestimmung einiger von A. Erman im Europäischen Russland und in Nord-Asien gesammelter Thier-Versteinerungen. In: Erdmanns Russischem Archiv. III, 1843, S. 539
- Resultate einer geognostischen Untersuchung der Gegenden zwischen Wittenberg, Belzig, Magdeburg, Helmstedt und Stendal. In: Karsten und v. Dechen’s Archiv fur Mineralogie ct. XVIII, 1844, S. 87
- Ueber Oberflächen- und Structur-Verhältnisse der norddeutschen Ebene und besonders über die Höhenzüge, Seen und die eigentümliche Richtung der drei Flüsse Elbe, Oder und Weichsel. III, 1846, S. 87.
- Calceola pyramidalis n. sp. aus Gothland. In: v. Leonhard’s und Bronn’s Jahrbuch für Mineralogie. 1842, S. 232
- Diamant und sein Muttergestein in Brasilien. In: v. Leonhard’s und Bronn’s Jahrbuch für Mineralogie. 1843, S. 307
- Reise zur Naturforscher-Versammlung in Padua; mineralogische Verhandlungen daselbst; erratische Blöcke, Gletscher, Gryphäen; Beschreibung der Sammlung von Petrefacten zu Padua aus Muschelkalk, Oolithen und Kreide. In: v. Leonhard’s und Bronn’s Jahrbuch für Mineralogie. 1843, S. 469
- Ueber Koprolithen aus dem Kohlengebirge von Hohenelbe in Böhmen. In: v. Leonhard’s und Bronn’s Jahrbuch für Mineralogie. 1843, S. 757
- Zur Geognosie von Inner-Afrika. In: v. Leonhard’s und Bronn’s Jahrbuch für Mineralogie. 1844, S. 311
- Petrefacten aus Russland. In: v. Leonhard’s und Bronn’s Jahrbuch für Mineralogie. 1845, S. 128
- Geologische Reisebemerkungen aus Italien. In: v. Leonhard’s und Bronn’s Jahrbuch für Mineralogie. 1845, S. 769
- Ueber die Fährten vorweltlicher Thiere im Sandstein, besonders von Chirotherium. In: v. Leonhard’s und Bronn’s Jahrbuch für Mineralogie. 1846, S. 1 (Archive)
- London-Thonlager in Nord-Deutschland; Hydrarchus in Berlin. In: v. Leonhard’s und Bronn’s Jahrbuch für Mineralogie. 1846, S. 465
- Vorkommen und Verbreitung des Londonclay’s in der norddeutschen Ebene. In: v. Leonhard’s und Bronn’s Jahrbuch für Mineralogie. 1847, S. 563
- Ueber den Bau des Kyffhäuser-Gebirges nach Beobachtungen vom Jahre 1843. In: v. Leonhard’s und Bronn’s Jahrbuch für Mineralogie. 1847, S. 687
- Ueber die metamorphischen Schiefer und Porphyre der Gegend von Rübeland. In: v. Leonhard’s und Bronn’s Jahrbuch für Mineralogie. 1848, S. 260
- Umwandlung grünen Schiefers in Porphyr. Westphälische Uebergangsgebirge bei Arensberg. In: v. Leonhard’s und Bronn’s Jahrbuch für Mineralogie. 1848, S. 306
- Ausbreitung des Clymenien- und Goniatiten-Kalkes in Europa. In: v. Leonhard’s und Bronn’s Jahrbuch für Mineralogie. 1849, S. 450
- Ueber die Varietäten der Terebratula vicinals aus dem Brocatello d'Arzo. In: v. Leonhard’s und Bronn’s Jahrbuch für Mineralogie. 1851, S. 316
- Verbreitung des Goniatiten- und Clymenien-Gebirges; geologische Reise nach der Schweiz, Südfrankreich und Pyrenäen, Bex, Baveno, Lugano, Mendrisio, Tremona. In: v. Leonhard’s und Bronn’s Jahrbuch für Mineralogie. 1851, S. 331
- Geognostische Reise von Genua durch Südfrankreich nach Barcelona. In: v. Leonhard’s und Bronn’s Jahrbuch für Mineralogie. 1853, S. 564
- Ueber die Melaphyre in der Gegend von Ilefeld am Harz. In: v. Leonhard’s und Bronn’s Jahrbuch für Mineralogie. 1858, S. 145
- Anhydrit-Krystalle von Stassfurt. In: v. Leonhard’s und Bronn’s Jahrbuch für Mineralogie. 1862, S. 591
- Hoevelit, ein neues Mineral. In: v. Leonhard’s und Bronn’s Jahrbuch für Mineralogie. 1863, S. 568
- Ueber die geognostischen Verhältnisse des nordöstlichen deutschen Tieflandes. In: Zeitschrift der Deutschen Geologischen Gesellschaft. 1849, S. 339
- Ueber Basalte und ihr Verhältniss zu den Doleriten. In: Poggendorff’s Annalen der Physik und Chemie. Band LIV, 1841, S. 557
- Ueber die Geognosie der Mittelmark. In: Sitzungsberichte der Naturforschenden Gesellschaft zu Halle. 1855, S. 2
- Ueber die erloschenen Vulkane des Vivarais und Velay. In: Sitzungsberichte der Naturforschenden Gesellschaft zu Halle. 1855, S. 7
- Ueber die Triasformation. In: Sitzungsberichte der Naturforschenden Gesellschaft zu Halle. 1855, S. 8
- Ueber die Entstehung der Erdbeben nach Volger. In: Sitzungsberichte der Naturforschenden Gesellschaft zu Halle. 1856, S. 13
- Ueber das von Prof. Goeppert in Breslau im botanischen Garten errichtete Profil der Steinkohlenformation. In: Sitzungsberichte der Naturforschenden Gesellschaft zu Halle. 1856, S. 16
- Ueber die norddeutschen Braunkohlen im Vergleich mit der Vegetation der Westküste Süd-Amerikas. In: Sitzungsberichte der Naturforschenden Gesellschaft zu Halle. 1857, S. 4
- Ueber seltene Flächen beim Quarz. In: Sitzungsberichte der Naturforschenden Gesellschaft zu Halle. 1857, S. 5
- Ueber die Steinkohlenablagerung bei Defeld am Harz. In: Sitzungsberichte der Naturforschenden Gesellschaft zu Halle. 1857, S. 7
- Ueber Koprolithe. In: Sitzungsberichte der Naturforschenden Gesellschaft zu Halle. 1857, S. 12
- Ueber die Zusammensetzung der Melaphyre. In: Sitzungsberichte der Naturforschenden Gesellschaft zu Halle. 1857, S. 19
- Ueber die neuen Untersuchungen der penninischen Alpen durch Gerlach. In: Sitzungsberichte der Naturforschenden Gesellschaft zu Halle. 1859, S. 8
- Ueber die Maare der Eifel. In: Sitzungsberichte der Naturforschenden Gesellschaft zu Halle. 1859, S. 14
- Ueber Veränderungen eines Quarzkrystalles, welcher in Flusssäure gelegen hat. In: Sitzungsberichte der Naturforschenden Gesellschaft zu Halle. 1861, S. 9
- Ueber kegelförmig-muschlige Vertiefungen auf der Brustfläche von Feuerstein und einer Glaskugel. In: Sitzungsberichte der Naturforschenden Gesellschaft zu Halle. 1861, S. 11
- Ueber Rose’s Beschreibung und Eintheilung der Meteoriten. In: Sitzungsberichte der Naturforschenden Gesellschaft zu Halle. 1864, S. 19
- Ueber die Reliefverhältnisse der Erdoberfläche. In: Sitzungsberichte der Naturforschenden Gesellschaft zu Halle. 1865, S. 17
- Ueber die Beziehungen der Jura- zur Kreideformation, insbesondere in Bezug auf die Verwandtschaft der Faunen. In: Sitzungsberichte der Naturforschenden Gesellschaft zu Halle. 1866, S. 24
- Ueber die wahrscheinlichen Zersetzungsproducte der Feldspäthe durch die Atmosphärilien. In: Sitzungsberichte der Naturforschenden Gesellschaft zu Halle. 1867, S. 11
- Ueber die Porphyr- und Kalk-Gebirge des südlichen Tirols. In: Sitzungsberichte der Naturforschenden Gesellschaft zu Halle. 1869, S. 38